# Francisco Rojas Gutiérrez
Francisco José Rojas Gutiérrez (Ciudad de México; 15 de septiembre de 1944) es un político mexicano, miembro del Partido Revolucionario Institucional, ha ocupado entre otros, los cargos de secretario de la Contraloría y director general de Petróleos Mexicanos. Fue director de la Comisión Federal de Electricidad desde el inicio del gobierno de Enrique Peña Nieto hasta el 4 de febrero de 2014. Fue designado coordinador del PRI en la LXI Legislatura.
Francisco Rojas es Contador Público egresado de la Universidad Nacional Autónoma de México, miembro del PRI desde la década de 1960 ha sido Secretario de Finanzas del Comité Ejecutivo Nacional e integrante de la campaña a la presidencia de Miguel de la Madrid; Subdirector General de Egresos y Coordinador de Asesores en la Secretaría de Hacienda, Coordinador General de Control de Gestión en la Secretaría de Programación y Presupuesto, en 1983 el presidente Miguel de la Madrid lo nombró primero titular de la Secretaría de la Contraloría General de la Federación, cargo desde el cual coordinó el combate a la corrupción, en 1987 fue nombrado director general de Petróleos Mexicanos, durando en el cargo hasta el 30 de noviembre de 1994. 
Al término de este se retiró de la política activa, hasta volver en 2003 como diputado plurinominal del PRI a la LIX Legislatura. Como legislador fue presidente de la Comisión de Presupuesto y Cuenta Pública 2003 - 2006. El 5 de julio de 2009 es electo nuevamente diputado federal plurinominal a la LXI legislatura por la quinta circunscripción y nombrado coordinador del grupo parlamentario del PRI.
Como miembro del PRI fue presidente Nacional de la Fundación Colosio, A.C. 2007 - 2010, Miembro del Consejo Político Nacional y de la Comisión Política Permanente, y ocupó varios cargos: Secretario de Finanzas del Comité Ejecutivo Nacional, Coordinador del área de Prioridades Nacionales en la Campaña Política a la Presidencia de la República de Miguel de la Madrid, Miembro del Consejo Consultivo del Instituto de Estudios Políticos, Económicos y Sociales IEPES, Miembro del Consejo Político Nacional y Presidente del Patronato de la Fundación Luis Donaldo Colosio.
Ha sido presidente del patronato de la Universidad Nacional Autónoma de México 1995 - 2003, Presidente del Patronato de la Orquesta Filarmónica de la UNAM  1994 - 2005, Presidente de la Asociación de Egresados de la Facultad de Contaduría y Administración de la UNAM.  1992 - 2003 y es Presidente Honorario de la Fundación UNAM.
En el Sector privado, ha sido Presidente Ejecutivo del Consejo Mexicano de la Industria de Productos de Consumo, A.C. 1996 - 2003, Presidente del Consejo Corporativo de la Fundación Solidaridad Mexicano Americana, A.C., Presidente del Consejo Directivo del Instituto Cultural México-Israel, A.C. y Consultor de empresas.
Es articulista del periódico El Universal y de El Sol de México desde 2003 y tiene ensayos publicados en diversos órganos de difusión tanto del PRI como de otros medios de comunicación. Es miembro de diversas organizaciones profesionales, entre ellas, el Instituto Nacional de Administración Pública, el Instituto Mexicano de Contadores Públicos, la Academia Mexicana de Auditoría Integral, el Colegio de Contadores Públicos de México, el Foro de Alta Dirección y el Instituto Cultural México-Israel. Ha recibido diversos premios de instituciones profesionales y sociales y condecoraciones de diversos países.
Su hermano Carlos Rojas Gutiérrez ha ocupado también cargos destacados en el gobierno como senador de la República, diputado federal y secretario de Desarrollo Social.